# Adonisea luxuriosa
Adonisea luxuriosa är en fjärilsart som beskrevs av Augustus Radcliffe Grote 1882. Adonisea luxuriosa ingår i släktet Adonisea och familjen nattflyn. Inga underarter finns listade i Catalogue of Life.